# Sint-Laurentiuskerk (Wolvertem)
De Sint-Laurentius en Sint-Gorikskerk is een kerkgebouw in het dorp Wolvertem, deelgemeente van het in de noordrand van Brussel gelegen Meise. 
De kerk is als monument van onroerend erfgoed geklasseerd. De kerk is een historisch gegroeid geheel van verschillende bouwstijlen. De Sint-Laurentiuskerk werd op de oude motte gebouwd en heeft als een van de oudste delen een ingebouwde vroeg-gotische westertoren uit de 13e eeuw. Binnen is er een unieke ronde Doornikse doopvont uit de 12de eeuw en goed bewaard barok kerkmeubilair.